# Ubraye
Ubraye település Franciaországban, Alpes-de-Haute-Provence megyében. Lakosainak száma 99 fő (2022. január 1.). Ubraye Annot, Val-de-Chalvagne, Entrevaux, Saint-Benoît, Soleilhas, Vergons és Briançonnet községekkel határos.

## Népesség
A település népessége az elmúlt években az alábbi módon változott:
| Lakosok száma | 77   | 43   | 104  | 107  | 93   | 88   | 92   | 100  | 100  | 99   |
|               | 1968 | 1982 | 1990 | 2006 | 2013 | 2015 | 2017 | 2019 | 2020 | 2022 |